# Asociace pro mezinárodní otázky
Asociace pro mezinárodní otázky (AMO – Association for International Affairs) ist eine tschechische Nichtregierungsorganisation im Bereich der Bildung und Forschung der internationalen Politik mit dem Sitz in Prag. 

## Geschichte, Organisation und Aufgaben der AMO
Die AMO wurde 1995 in Prag gegründet. Durch ihre Projekte unterstützt sie das Interesse der tschechischen Bürger an dem internationalen Geschehen und bietet Informationen zur Meinungsbildung im Bereich der aktuellen internationalen Fragen. Ihre Tätigkeit basiert auf zwei Grundlagen: Bildung und Forschung.

## Forschungsgruppen und -schwerpunkte
Das wichtigste Bildungsprogramm ist der Prager Students Summit: UNO-Simulation (seit 1995), NATO-Simulation und EU-Simulation. Die zweite Säule stellt seit 2003 das Forschungszentrum dar, das mehrere Forschungsgruppen besitzt. Die Themengebiete umfassen Europäische Integration, Europäische Nachbarschaftspolitik, Amerika, Russland, Naher Osten und Energiesicherheit. Daneben existieren weitere Projektgruppen bzw. Projekte. Die Analytiker des Forschungszentrums publizieren regelmäßig in den tschechischen sowie ausländischen Medien. Analysen und Studien werden publiziert, die auch Empfehlungen für konkrete Entscheidungen in der tschechischen Außenpolitik beinhalten. Außerdem veranstaltet die AMO internationale Konferenzen, Rundtische, öffentliche Diskussionen und organisiert Bildungsseminare.